# مغنر (مقاطعة فارياب)
مغنر (بالفارسية: مغنر) هي قرية تقع في البلدة المركزية في إيران. يقدر عدد سكانها بـ 0 نسمة بحسب إحصاء 2016.